# Bopress
Bopress (en arabe : بوپريص) anciennement Achnapress (en arabe : أشناپريس) est un site marocain francophone d’informations parodiques et fausses,,, créé en 2016, inspiré des sites satiriques tels que The Onion et le Gorafi. La devise du site est « Le leader du camouflage médiatique ».

## Présentation
Le site traite principalement des sujets d’actualité et de politique, ainsi que les thématiques liées à la culture et au sport, et commente d’une manière satirique des événements réels ou imaginaires ayant lieu au Maroc, mais aussi dans les autres pays francophones tels que l’Algérie et la France. Beaucoup d’articles du site visent à démentir les idées de la théorie du complot qui règne dans la société marocaine. Toutefois, les articles de Bopress ne vont jamais au-delà des lignes rouges sanctionnées par la loi au Maroc : la monarchie, l’intégrité territoriale et la religion.
Des articles de Bopress ont été pris au sérieux par des internautes et des pages Facebook, mais également par des journaux papier et électroniques. Un article prétendant que l’actrice Loubna Abidar a rejoint le Parti de la justice et du développement a été massivement partagé et diffusé sur les réseaux sociaux,. Le quotidien marocain arabophone Assabah a repris un article qui parle des livres fictifs vendus durant la 23e édition du Salon International du Livre de Casablanca. Un autre article a été aussi largement partagé sur internet, où on prétend que Mark Zuckerberg regrette d’avoir créé Facebook à cause des arabes et de leurs activités sur le réseau social.
En septembre 2017, la télévision publique marocaine 2M à travers son émission "Niqach 2.0", accueille le fondateur de Bopress, pour parler des sites d'informations parodiques au Maroc.